# Otachyrium versicolor
Otachyrium versicolor är en gräsart som först beskrevs av Johann es Christoph Christian Döll, och fick sitt nu gällande namn av Johannes Jan Theodoor Henrard. Otachyrium versicolor ingår i släktet Otachyrium och familjen gräs. Inga underarter finns listade i Catalogue of Life.